# جامعة السويس
جامعة السويس، جامعة حكومية مصرية بمدينة السويس. تأسست بالانفصال عن جامعة قناة السويس طبقاً للقرار الجمهوري رقم 193 بتاريخ 22 أغسطس 2012.

## الكليات
تضم الجامعة 17 كليات بمدينة السويس:
- كلية هندسة البترول والتعدين، والتي أنشئت كمعهد عالي للبترول والتعدين (1961) ثم انضمت الى جامعة قناة السويس 2006. ثم انضمت الى جامعة السويس 2012.
- كلية التربية (1981)
- كلية التكنولوجيا والتعليم (التعليم الصناعي سابقاً)(1995)
- كلية التجارة (1997)
- كلية العلوم (2007)
- كلية الثروة السمكية (2009)
- كلية الحاسبات والمعلومات ( 2017)
- كلية الاقتصاد والعلوم السياسية ( 2017 )
- كلية الهندسة ( 2018 )
- كلية الإعلام ( 2018 )
- كلية العلاج الطبيعي ( 2019 )
- كلية طب الأسنان ( 2020 )
- كلية الطب البشري (2020)
- كلية الآداب
- كلية تجارة انجليزي
- كلية التربية الرياضية
- معهد التمريض

وأنشات الجامعة قطاع مدينة الطور ليصبح فرعاً للجامعة بمحافظة جنوب سيناء في المستقبل، ويضم:

## كليات مستقبلية
في شهر أبريل 2015،خصص محافظ السويس 51 فداناً لإستكمال إنشاء كليات للطب والأسنان والصيدلة والعلاج الطبيعى والتمريض بالجامعة.

## روابط خارجية
- موقع جامعة السويس نسخة محفوظة 30 نوفمبر 2021 على موقع واي باك مشين.